# Wilmore (Kansas)
Wilmore è una città degli Stati Uniti d'America, nella contea di Comanche, nello Stato del Kansas.

## Storia
Wilmore è stata fondata nel 1887. Il nome della città deriva da Thomas Wilmore, il primo commerciante in città. 
Il primo ufficio postale a Wilmore è stato istituito il 7 giugno 1887.